# Vápenná dolina
Vápenná dolina – dolina w Wielkiej Fatrze na Słowacji. Wcina się w północno-zachodnie stoki szczytu Tlstá i jest orograficznie lewym odgałęzieniem Gaderskiej doliny.
Vápenná dolina wyżłobiona jest w skałach wapiennych. Woda płynie jej dnem tylko po większych ulewach. Dolina jest porośnięta lasem, ale w zboczach jej górnej części znajdują się liczne skały i ściany z potężnymi okapami i jaskiniami. Najbardziej znana z nich to Jaskinia Mažarná. Oprócz niej są jeszcze inne: Dolná Mažarná, Dolná Stĺpová Horná Stĺpová, Jelenia jaskyňa, Biela jaskyňa. Przez dolinę prowadzi znakowany szlak turystyki pieszej.
Dolina znajduje się na obszarze Parku Narodowego Wielka Fatra i podlega dodatkowej ochronie, znajduje się bowiem w rezerwacie przyrody Tlstá. Jest to rezerwat o najwyższym (piątym) stopniu ochrony.

## Szlak turystyczny
Vápenná dolina, ústie – Vapenná dolina – Jaskinia Mažarná – Tlstá. Odległość 4 km, suma podejść 846 m, czas przejścia 2:55 h, z powrotem 2 h.

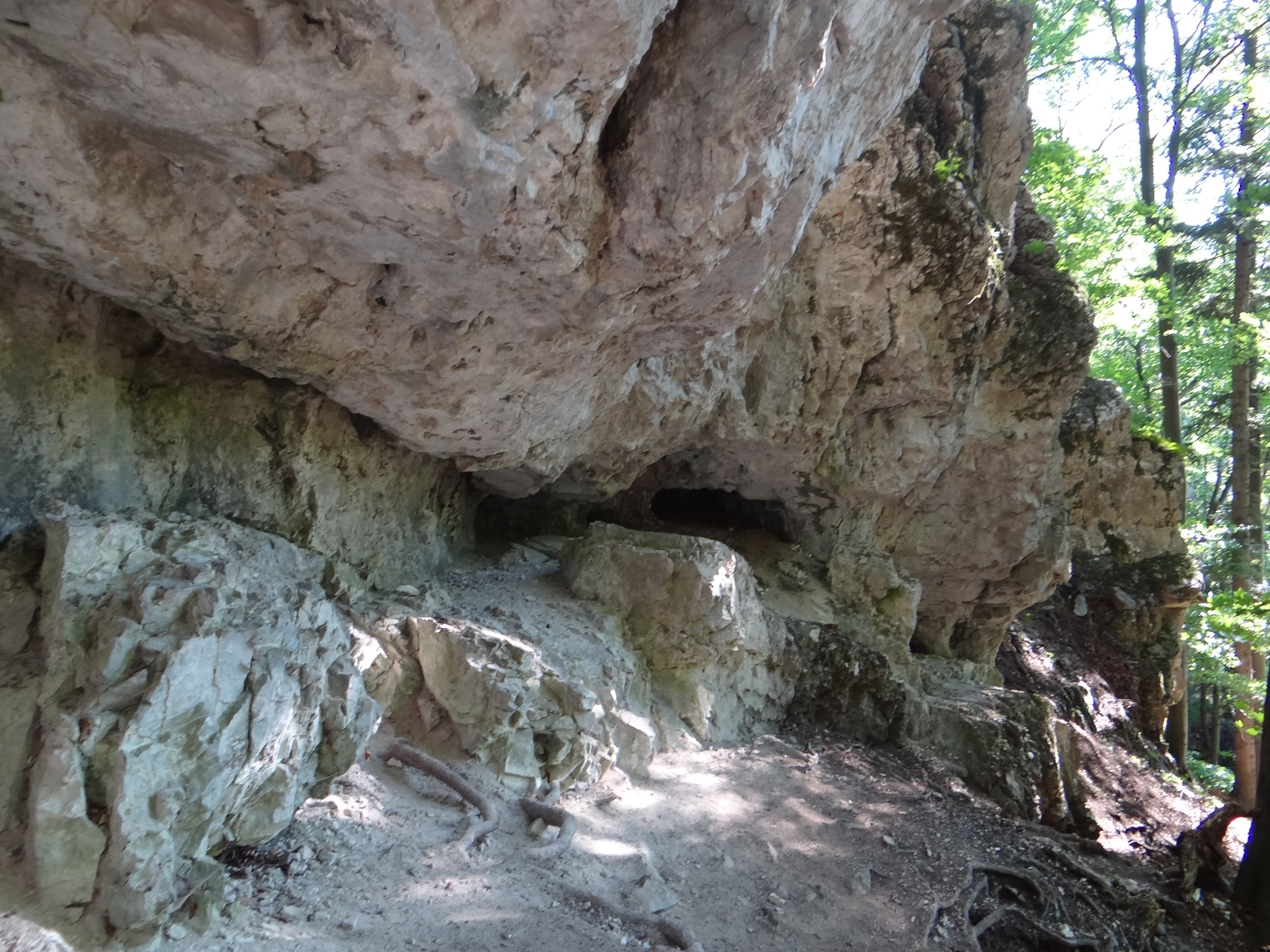
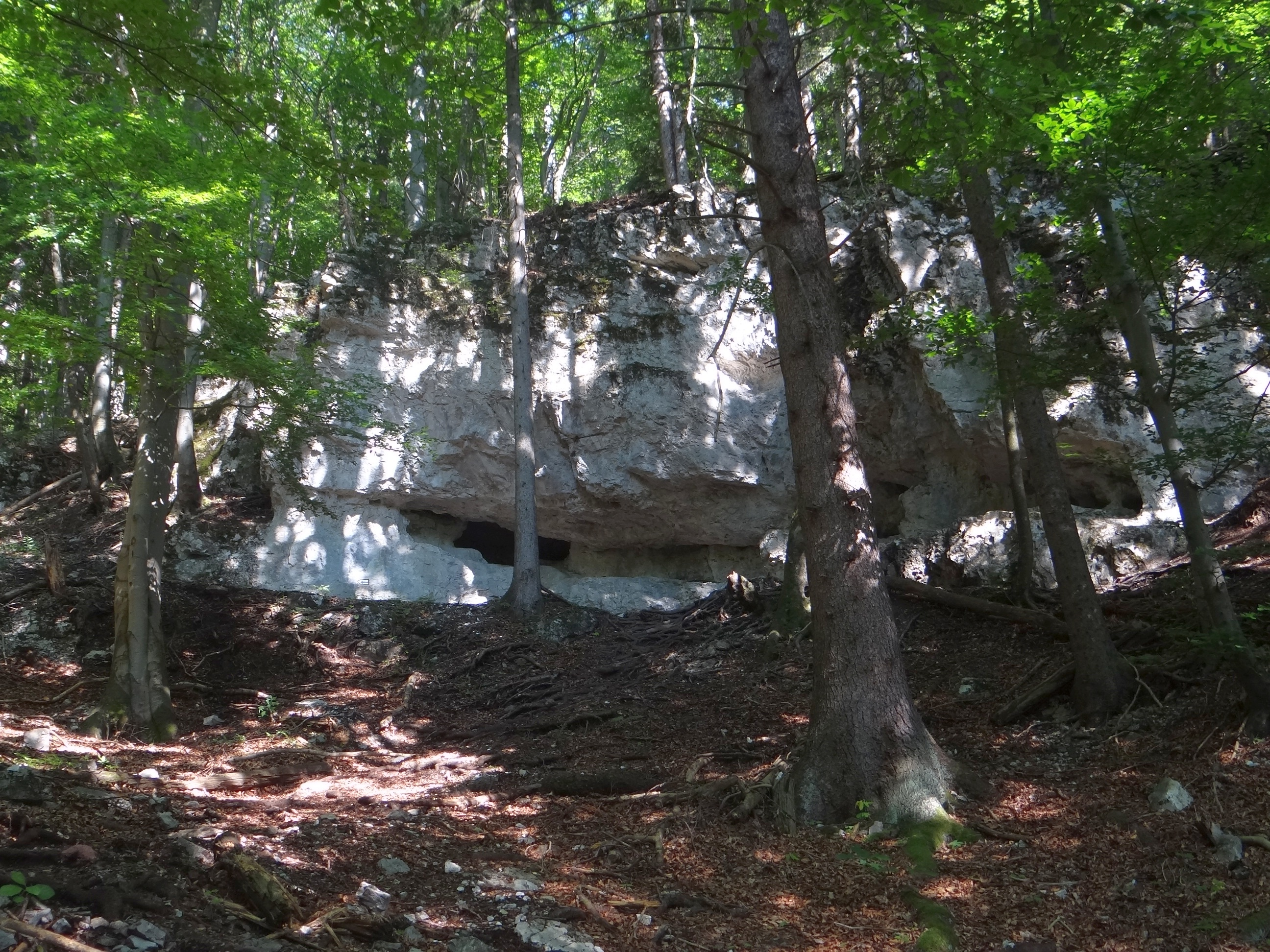
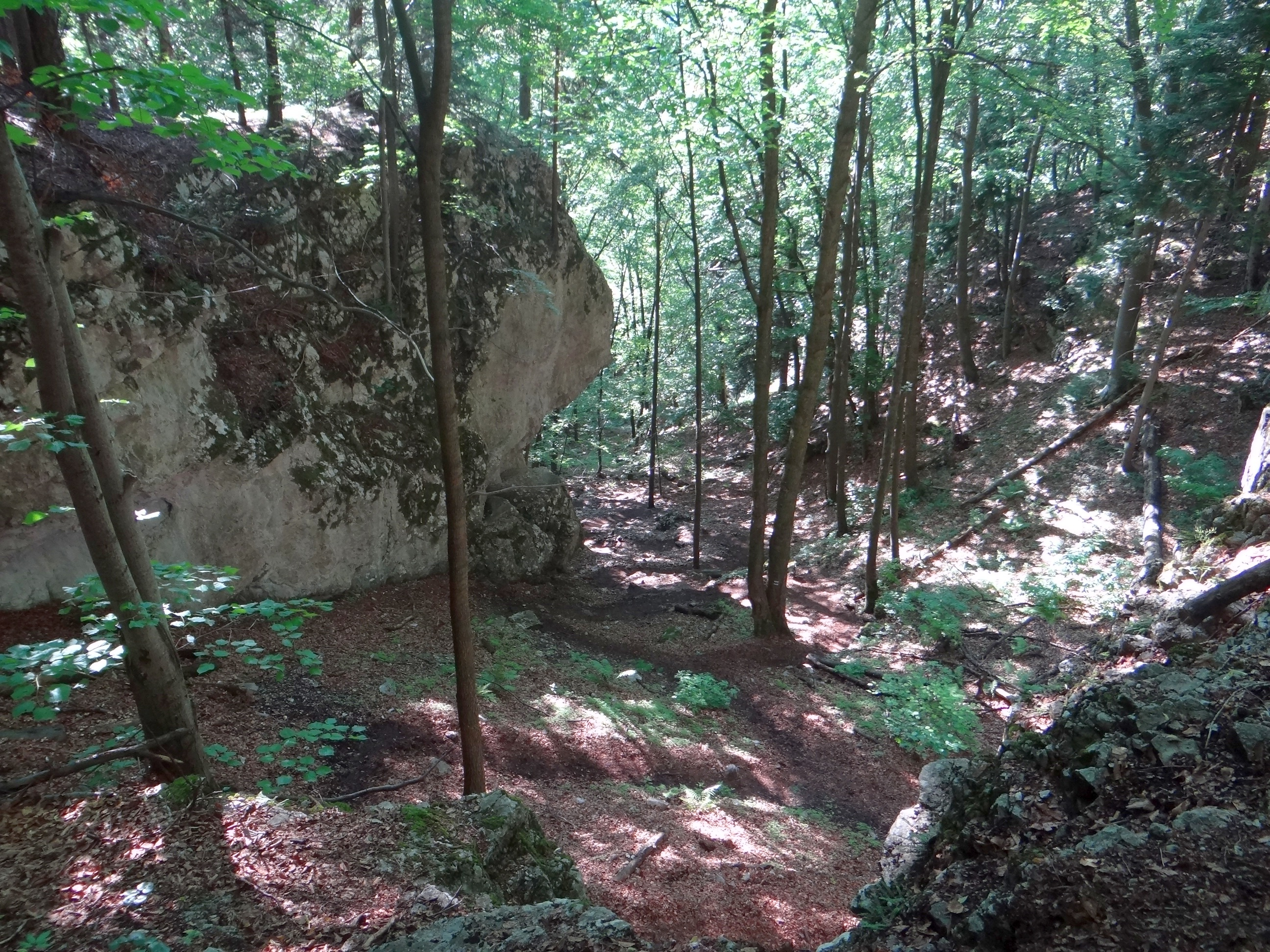
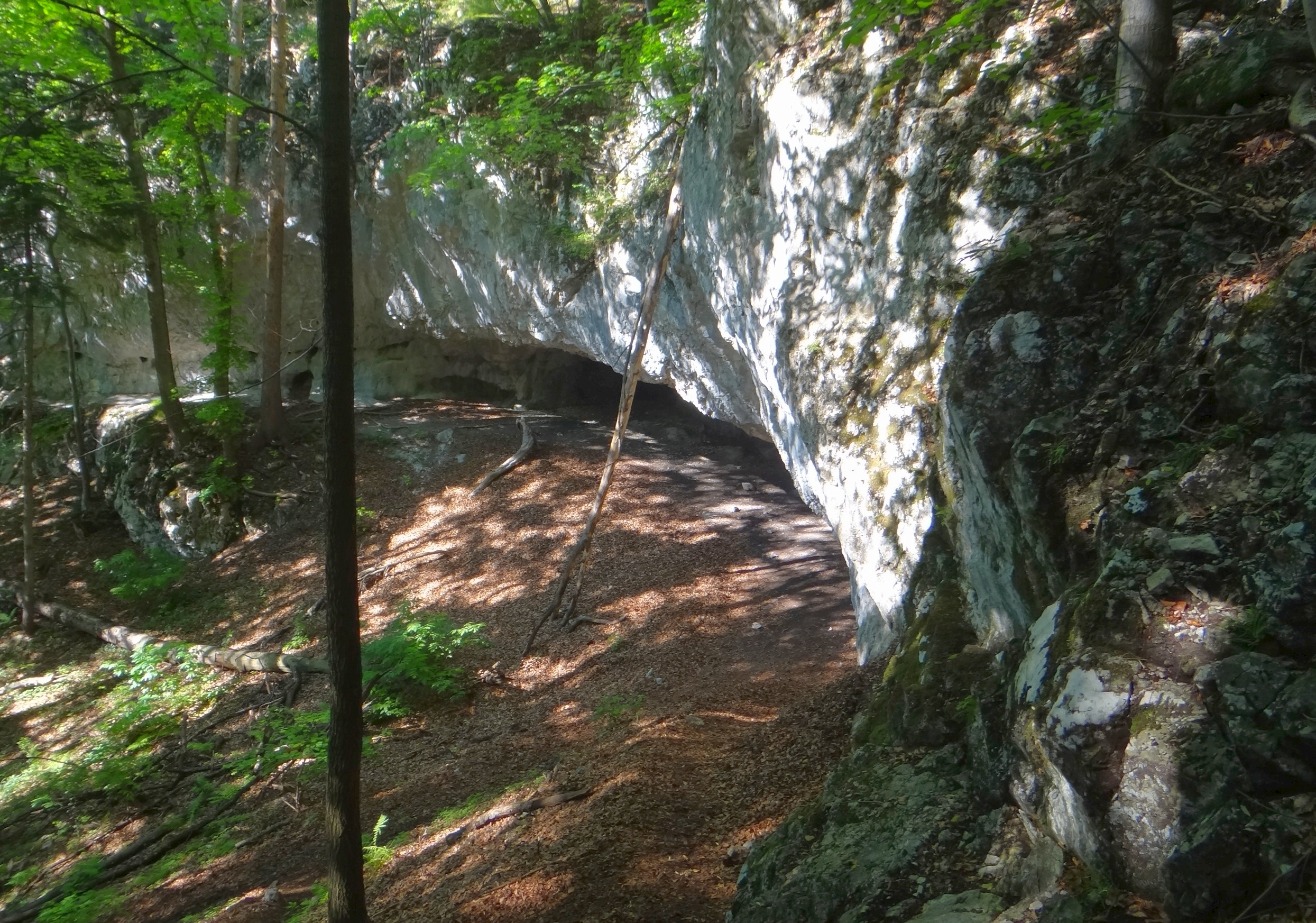
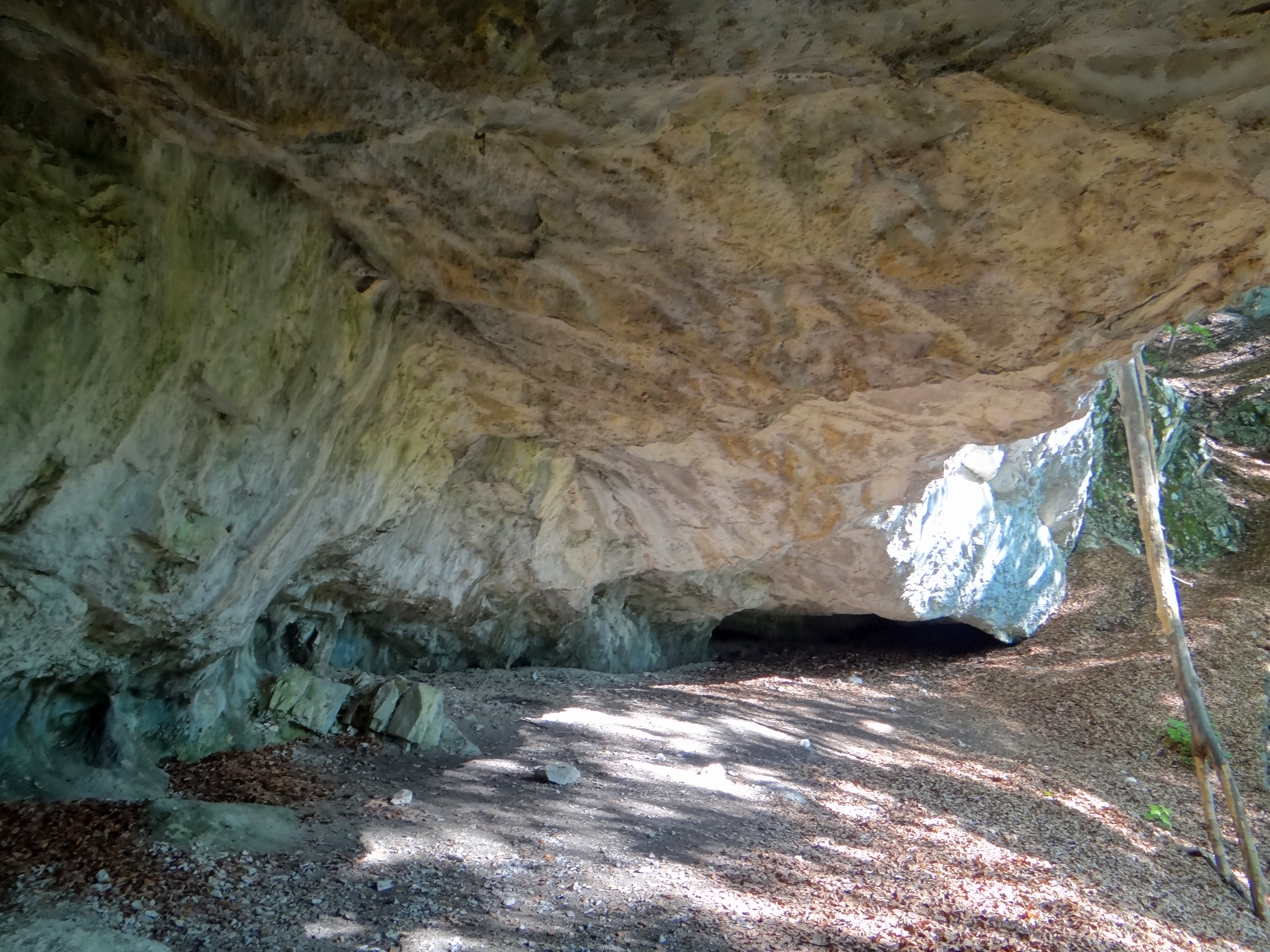
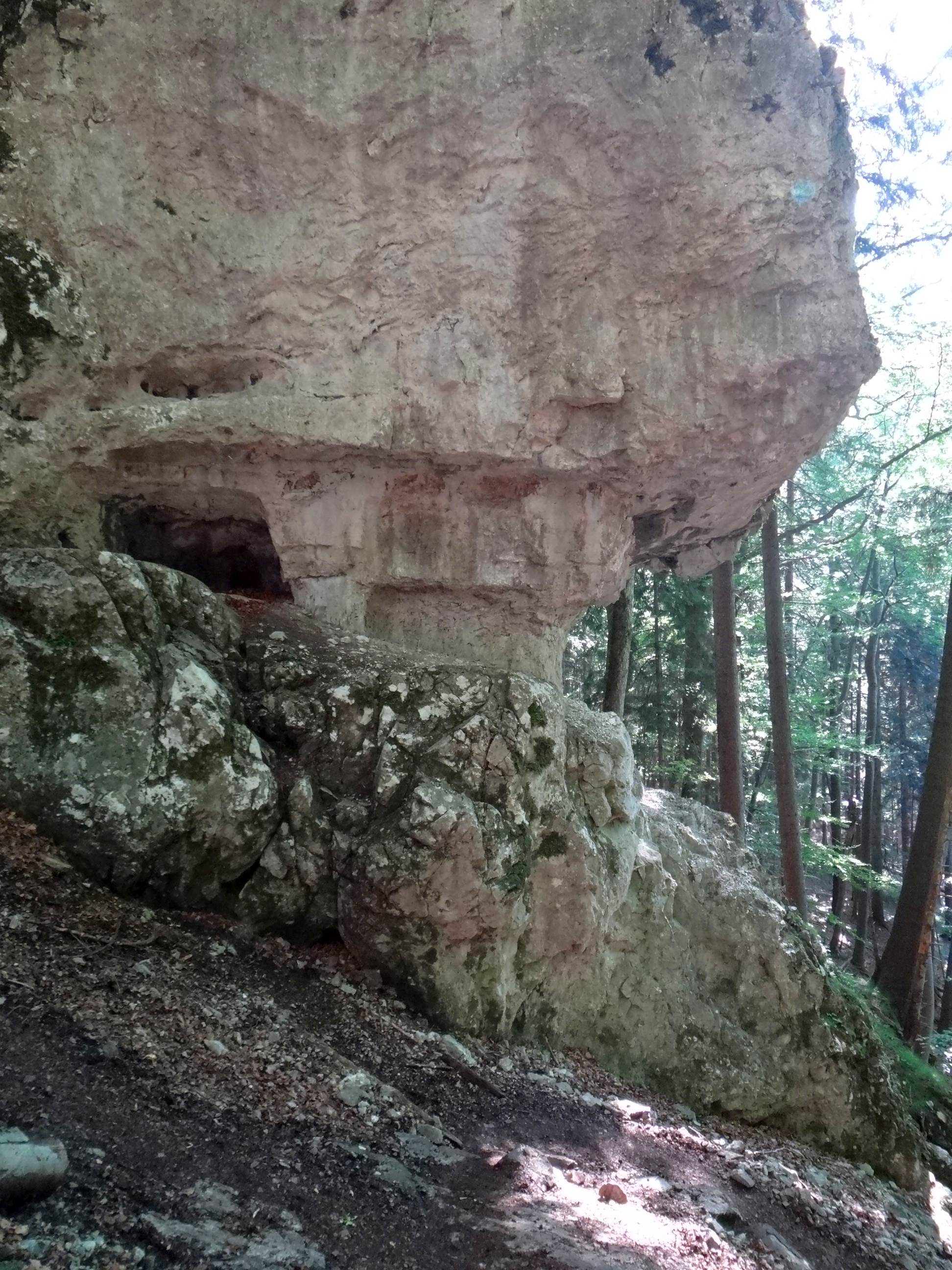
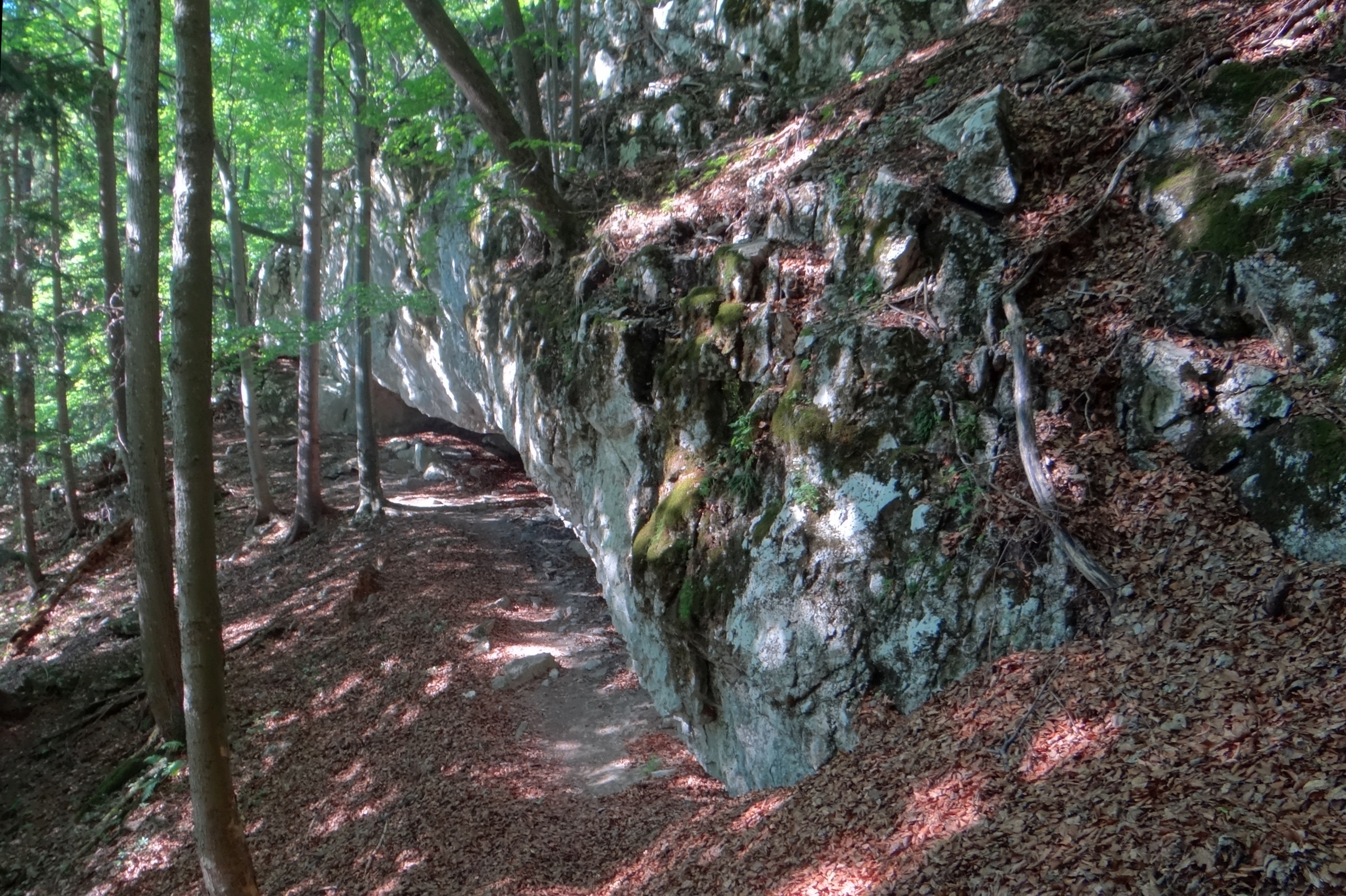
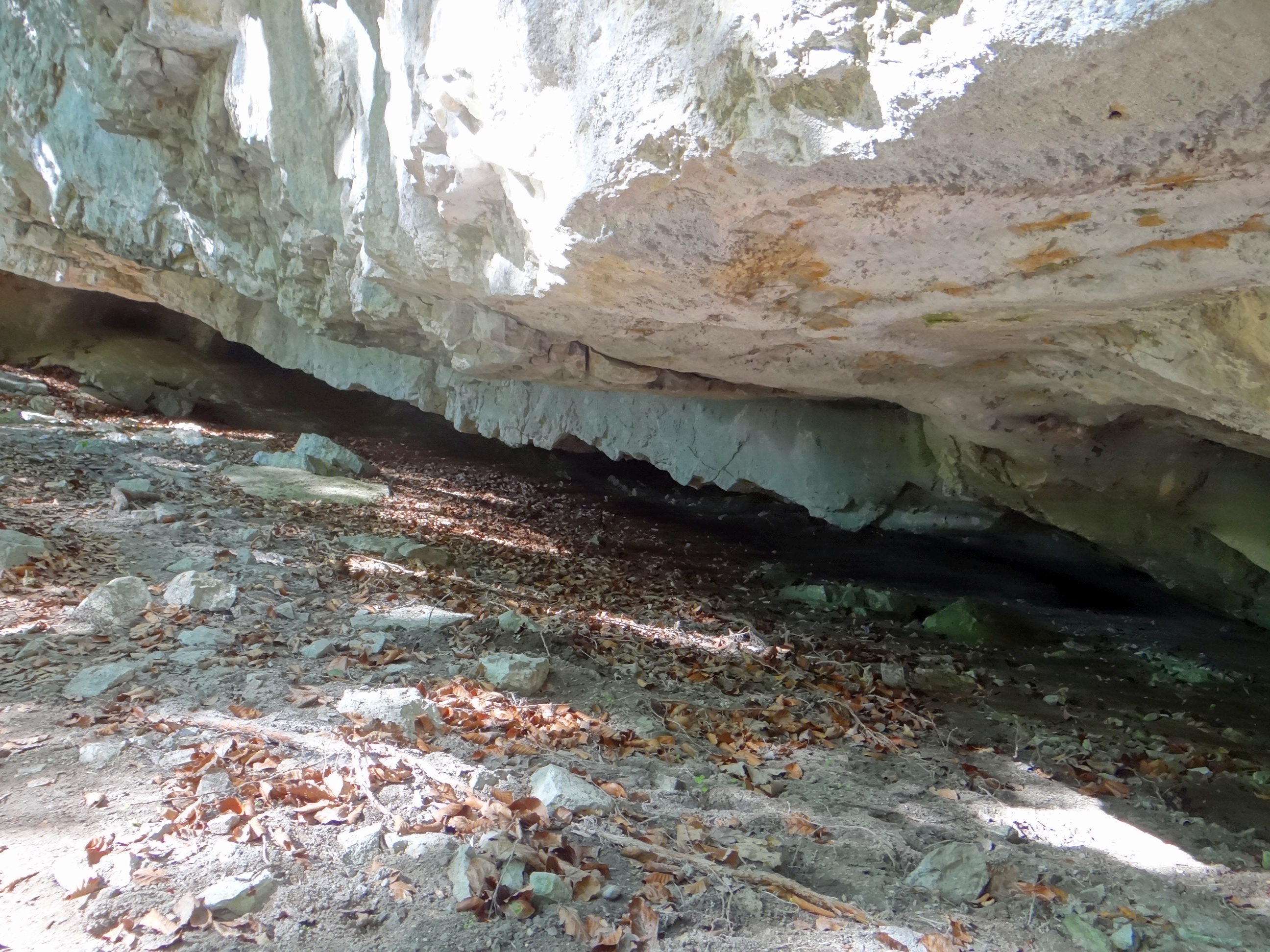
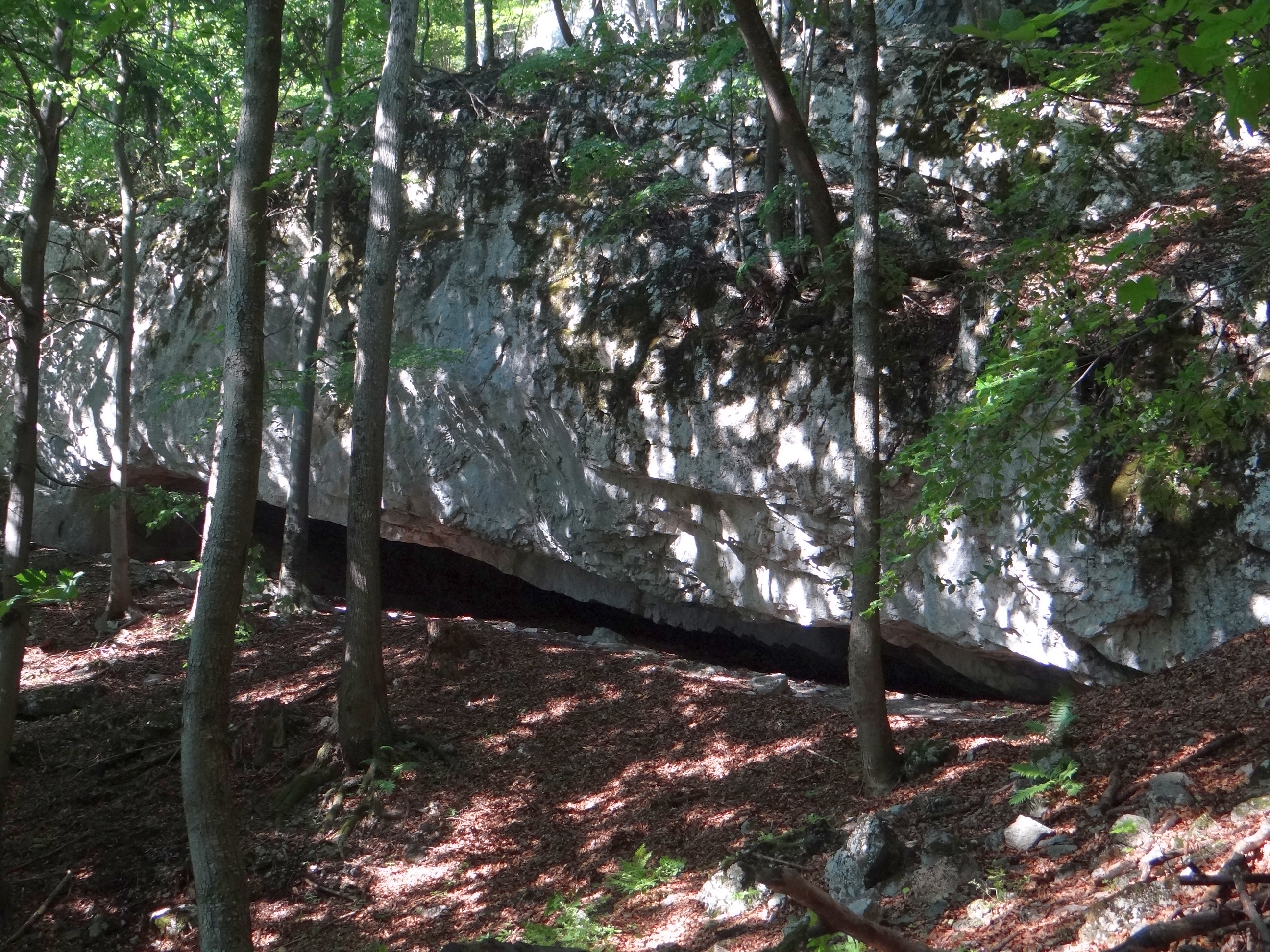